# Pedro Muñoz Leiva
Pedro David Muñoz Leiva (Loncoche, 24 de noviembre de 1987) es un político y activista chileno. Fue integrante de la Convención Constitucional de Chile, institución representativa creada para la redacción del proyecto de Constitución a someterse a plebiscito en el marco del proceso constituyente que está en curso, siendo electo por el distrito 24. En el órgano constituyente fue parte del Colectivo Socialista y de la Red Disidente Constituyente.
Entre diciembre de 2016 y febrero de 2021 ejerció como concejal de Valdivia, precedido de su rol como activista, defensor de los derechos de las personas LGBTI y dirigente estudiantil.

## Estudios y vida laboral
Nacido en Loncoche, comuna que se encuentra en el límite de la Región de La Araucanía con la Región de Los Ríos, en el seno de una familia obrera, e hijo de Irene y Carlos. Es militante socialista desde los diecisiete años. Entró a estudiar la carrera de derecho en la Facultad de Ciencias Jurídicas y Sociales de la Universidad Austral de Chile como primer matriculado en 2006, en la ciudad de Valdivia, donde comenzó su carrera política como dirigente en el «Hogar Estudiantil Elena y David», vinculándose luego al trabajo de la Federación de Estudiantes de la Universidad Austral de Chile en los años 2008 y 2009.
Luego enfocaría su trabajo político en la defensa de los derechos LGBTI, fundando el 1 de junio de 2010 la organización Valdiversa, institución que busca visibilizar la diversidad sexual y la discriminación que sufren las disidencias sexuales, de la cual fue su primer presidente.
Posteriormente, se convirtió en el primer presidente regional de la Juventud Socialista (JS) de Los Ríos, lugar desde donde se vinculó con juntas de vecinos, clubes de adulto mayor, sindicatos, actores culturales y diferentes organizaciones sociales.[cita requerida]

## Actividad política

### Concejal de Valdivia
Irrumpe en el ejercicio de la política representando en Valdivia un liderazgo de renovación por su juventud y sus ideas progresistas, consiguiendo un cupo en el consejo municipal de Valdivia en las elecciones municipales de 2016. En su trabajo en la concejalía puso el acento en los derechos humanos, la equidad de género, la inclusión y la discapacidad, la equidad territorial, principalmente.[cita requerida]
Su período en la Concejalía coincidió con el estallido social en Chile, que consistió en una serie de manifestaciones masivas en todo el país, incluida la ciudad de Valdivia. Fue visto participando muy activamente en las manifestaciones del estallido social en Valdivia, incluso siendo detenido por agredir a Carabineros de Chile.[cita requerida]
En el marco del estallido social y ante la negativa de la Municipalidad de Valdivia, encabezada por el alcalde de la época Omar Sabat, de realizar una consulta ciudadana como lo hicieron muchos municipios del país bajo la Asociación Chilena de Municipalidades (AChM), encabezó la organización de la consulta ciudadana alternativa Valdivia Decide junto a jóvenes figuras de la cultura y el deporte. La consulta fue organizada en 10 días, movilizó a cientos de personas voluntarias, reunió a decenas de organizaciones e instituciones como la Universidad Austral de Chile y convocó a más de 20 mil personas en los más de veinte locales de votación desplegados en la ciudad, siendo un hito democrático histórico para Valdivia y la antesala del plebiscito constituyente del 25 de octubre de 2020.
En el marco de la campaña por el «Apruebo», trabajó en el levantamiento de una plataforma que reunió a parte del equipo organizador de la consulta ciudadana Valdivia Decide, llamada Valdivia Aprueba, a la que se sumaron destacados y destacadas dirigentes sociales y sindicales, quienes le dieron forma a una campaña ciudadana que generó acciones en medio de la pandemia de COVID-19 y crisis sanitaria, con el objetivo de motivar la participación en el plebiscito y el apoyo al Apruebo y la Convención Constitucional.
Con la inscripción de su candidatura a la Convención Constitucional, cesó en el cargo de concejal de Valdivia, en febrero de 2021.

### Convencional constituyente
El 16 de mayo de 2021 fue electo convencional constituyente por el distrito n.º 24, obteniendo la primera mayoría en la comuna de Valdivia, con más de 11.000 votos en toda la Región de Los Ríos. El 4 de julio asume el cargo en la histórica instalación de la Convención Constitucional en el palacio del ex Congreso Nacional, en Santiago de Chile, apoyando la elección de Elisa Loncón, como presidenta, y de Jaime Bassa, como vicepresidente, de la Mesa Directiva de la Convención, candidaturas que resultaron electas.
En la Convención Constitucional integra el Colectivo Socialista, junto a constituyentes militantes del Partido Socialista e independientes, y la Red Disidente Constituyente, junto a otros siete constituyentes de las disidencias sexuales (Jeniffer Mella, Bessy Gallardo, Valentina Miranda, Javier Fuchslocher, Rodrigo Rojas Vade, Gaspar Domínguez y Tomás Laibe).
El lunes 5 de julio de 2021, luego de las complicaciones para comenzar a sesionar, solicita públicamente la renuncia del ministro Secretario General de la Presidencia, Juan José Ossa, por notable abandono de deberes. 48 horas después, este fallido inicio de las sesiones de la Convención produciría la salida del secretario administrativo, Francisco Encina Morales, quien estaba cumpliendo funciones mandatado por el gobierno de Sebastián Piñera.
El jueves 8 de julio de ese año, presentó una propuesta de declaración de la Convención Constitucional a los poderes constituidos sobre la «prisión política en Chile y la militarización en el Wallmapu», firmada por otras y otros 45 convencionales constituyentes. La propuesta presentada fue aprobada en segunda votación con 105 votos a favor, siendo la primera declaración de la Convención Constitucional y un importante hito en el proceso constituyente chileno.
En el trabajo de las comisiones provisorias de la Convención, es integrante de la Comisión de Derechos Humanos, de Verdad Histórica y Bases para la Justicia, Reparación y Garantías de No Repetición. Posteriormente, producto de la ampliación de la mesa directiva de la Convención con 7 nuevas vicepresidencias, obtuvo uno de dichos cupos el 28 de julio.
Su trabajo en la convención se vio patéticamente empañado por la celebración de su cumpleaños del año 2021, en el cuál su desenfreno lo llevó a terminar en un escándalo dentro de la piscina del hotel Wyndham Concepcion Pettra. Junto con ese inapropiado hecho, fue partícipe de los actos de encubrimiento frente a la prensa. 

## Historial electoral

### Elecciones municipales de 2016
- Elecciones municipales de 2016, para el concejo municipal de Valdivia. Solo candidaturas electas.

| Candidato                  | Pacto                                     | Partido | Votos | %    | Resultado |
| -------------------------- | ----------------------------------------- | ------- | ----- | ---- | --------- |
| Felipe Riffo Maechel       | Chile Vamos RN e Independientes           | RN      | 2189  | 5,72 | Concejal  |
| Marco Santana Arias        | Chile Vamos PRI, Evópoli e Independientes | PRI     | 2166  | 5,66 | Concejal  |
| Leandro Kunstmann Collado  | Chile Vamos UDI-Independeintes            | UDI     | 1998  | 5,22 | Concejal  |
| Francisco Eguiluz Figueroa | Chile Vamos RN e Independientes           | RN      | 1980  | 5,17 | Concejal  |
| Rocío Araya Garay          | Nueva Mayoría                             | PS      | 1806  | 4,72 | Concejal  |
| Pedro Muñoz Leiva          | Nueva Mayoría                             | PS      | 1804  | 4,71 | Concejal  |
| Cecilia Agüero Ramírez     | Nueva Mayoría                             | PDC     | 1509  | 3,94 | Concejal  |
| Guido Yobanolo Valdebenito | Nueva Mayoría por Chile                   | PPD     | 1059  | 2,77 | Concejal  |

### Elecciones de convencionales constituyentes de 2021
- Elecciones de convencionales constituyentes de 2021, para convencional constituyente por el Distrito N° 24 (Corral, Futrono, Lago Ranco, Lanco, La Unión, Los Lagos, Máfil, Mariquina, Paillaco, Panguipulli, Río Bueno, Valdivia)[31]

Se incluyen solo candidaturas electas.
| Dist. (Reg.) | Constituyente          | Lista | Lista             | Partido | Votos  | Votos  | %       | %       | M | H |
| Dist. (Reg.) | Constituyente          | Lista | Lista             | Partido | Lista  | Const. | Lista   | Const.  | M | H |
| ------------ | ---------------------- | ----- | ----------------- | ------- | ------ | ------ | ------- | ------- | - | - |
| 24 (XV)      | Ramona Reyes Painequeo |       | Lista del Apruebo | PS      | 31 009 | 12 084 | 27,18 % | 10,59 % | 1 |   |
| 24 (XV)      | Pedro Muñoz Leiva      |       | Lista del Apruebo | PS      | 31 009 | 11 173 | 27,18 % | 9,79 %  |   | 1 |
| 24 (XV)      | Felipe Mena Villar     |       | Vamos por Chile   | UDI     | 24 643 | 6 201  | 21,60 % | 5,44 %  |   | 1 |
| 24 (XV)      | Aurora Delgado Vergara |       | Apruebo Dignidad  | Ind-RD  | 15 582 | 4 831  | 13,66 % | 4,24 %  | 1 |   |